# Вахитов, Байсангур
Байсангур Вахитов (род. 12 августа 1991 года) — российский боец смешанных единоборств, представитель средней весовой категории. Выступает на профессиональном уровне с 2011 года, известен по участию в турнирах престижной бойцовской организации ACA.

## Статистика ММА
| Боёв 14         | Побед 10 | Поражений 4 |
| --------------- | -------- | ----------- |
| Нокаутом        | 3        | 0           |
| Сдачей          | 3        | 2           |
| Решением        | 4        | 2           |
| Ничьи           | 0        | 0           |
| Не состоявшихся | 0        | 0           |

| Результат | Рекорд | Соперник                 | Способ                                    | Турнир                                    | Дата             | Раунд | Время | Место | Примечание         |
| --------- | ------ | ------------------------ | ----------------------------------------- | ----------------------------------------- | ---------------- | ----- | ----- | ----- | ------------------ |
| Победа    | 10-4   | Магомед Ибрагимов        | Решением (единогласным)                   | ACA YE 26 - ACA Young Eagles 26           | 31 марта 2022    | 3     | 5:00  |       |                    |
| Поражение | 9-4    | Рене Пессоа              | Сабмишном (удушение сзади)                | ACA 117: Багов - Сильверио                | 12 февраля 2021  | 2     | 3:14  |       |                    |
| Поражение | 9-3    | Виталий Немчинов         | Решением (единогласным)                   | ACA 106: Фролов - Магомедов               | 13 июля 2020     | 3     | 5:00  |       |                    |
| Поражение | 9-2    | Вендрес Карлос да Сильва | Решением (большинством судейских голосов) | ACA 100 Fight Day: Grozny                 | 4 октября 2019   | 3     | 5:00  |       |                    |
| Победа    | 9-1    | Алексей Ефремов          | Решением (единогласным)                   | ACA 91 Absolute Championship Akhmat       | 26 января 2019   | 3     | 5:00  |       |                    |
| Поражение | 8-1    | Вендрес Карлос да Сильва | Сабмишном (рычаг локтя)                   | ACB 85 Leone vs. Ginazov                  | 21 апреля 2018   | 2     | 4:59  |       |                    |
| Победа    | 8-0    | Джэ Янг Ким              | Решением (единогласным)                   | ACB 79 Alfaya vs. Agujev                  | 27 января 2018   | 3     | 5:00  |       |                    |
| Победа    | 7-0    | Бруно Ассис              | Нокаутом (удары)                          | ACB 66 Young Eagles 20                    | 5 августа 2017   | 1     | 2:53  |       |                    |
| Победа    | 6-0    | Игорь Литошик            | Нокаутом (удар)                           | ACB 59 Young Eagles 18                    | 25 мая 2017      | 1     | 1:25  |       |                    |
| Победа    | 5-0    | Мехрдад Жанземини        | Техническим нокаутом (остановка углом)    | ACB 46 Young Eagles 13                    | 24 сентября 2016 | 1     | 5:00  |       |                    |
| Победа    | 4-0    | Даниил Щетинин           | Сабмишном (удушение ручным треугольником) | ACB 39 Young Eagles 10                    | 28 мая 2016      | 1     | 1:06  |       |                    |
| Победа    | 3-0    | Эльмар Мурадзаде         | Решением (единогласным)                   | ACB 30 - Young Eagles 5                   | 20 февраля 2016  | 3     | 5:00  |       |                    |
| Победа    | 2-0    | Игорь Лехин              | Сабмишном (удушение сзади)                | ACB 23 - Young Eagles 2                   | 10 октября 2015  | 1     | 4:23  |       |                    |
| Победа    | 1-0    | Дауд Цакаев              | Сабмишном (удушение сзади)                | Honor of the Warrior Honor of the Warrior | 29 августа 2011  | 1     | 2:04  |       | Дебют в проф. ММА. |